# 996

## Události
- V benátském přístavu vyložili na evropskou půdu první třtinový cukr z egyptské Alexandrie.

## Vědy a umění
- v Tibetu započala pod patronací krále Guge Yeshe Ö stavba buddhistických klášterů Tholing a Tabo

## Narození
- 29. července – Norimiči Fudžiwara, japonský šlechtic († 1075)
- Drogo Manteský, hrabě z Valois a Vexinu († 1035)
- Elvíra Menéndez, leónská královna (přibližné datum)
- Oda Míšeňská, polská královna (přibližné datum)

## Úmrtí
- Jan XV., papež
- 24. října – Hugo Kapet

## Hlavy států
- České knížectví – Boleslav II.
- Papež – Jan XV. – Řehoř V.
- Svatá říše římská – Ota III.
- Anglické království – Ethelred II.
- Skotské království – Konstantin III.
- Polské knížectví – Boleslav I. Chrabrý
- Západofranská říše / Francouzské království – Hugo Kapet – Robert II.
- Uherské království – Gejza
- První bulharská říše – Roman I. Bulharský
- Byzanc – Basileios II. Bulharobijce